# Ischnocampa lithosioides
Ischnocampa lithosioides là một loài bướm đêm thuộc phân họ Arctiinae, họ Erebidae. Năm 1912, loài này được mô tả bởi Walter Rothschild. Chúng được tìm thấy ở Brasil.